# Remigia propugnata
Remigia propugnata là một loài bướm đêm trong họ Erebidae.